# جزيرة توزلا
جزيرة توزلا (بالأوكرانية: Тузла) هي جزيرة رملية تقع في وسط مضيق كيرش بين شبه جزيرة كيرش من الغرب و شبه جزيرة تامان من الشرق، إدارياً تعتبر الجزيرة جزء من مدينة كيرتش في القرم. في سنة 2003 إندلع نزاع مسلح بين كل من أوكرانيا وروسيا التي طالبت بأحقيتها للجزيرة إنتهى بعد ذلك بفترة قصيرة بوقف إطلاق النار بين الطرفين.